# Perizoma pecata
Perizoma pecata är en fjärilsart som beskrevs av Paul Dognin 1893. Perizoma pecata ingår i släktet Perizoma och familjen mätare. Inga underarter finns listade i Catalogue of Life.